# Granaglione
Granaglione – miejscowość i gmina we Włoszech, w regionie Emilia-Romania, w prowincji Bolonia.
Według danych na styczeń 2009 gminę zamieszkiwało 2267 osób przy gęstości zaludnienia 57,3 os./km².
1 stycznia 2016 gmina przestała istnieć.